# Limbo

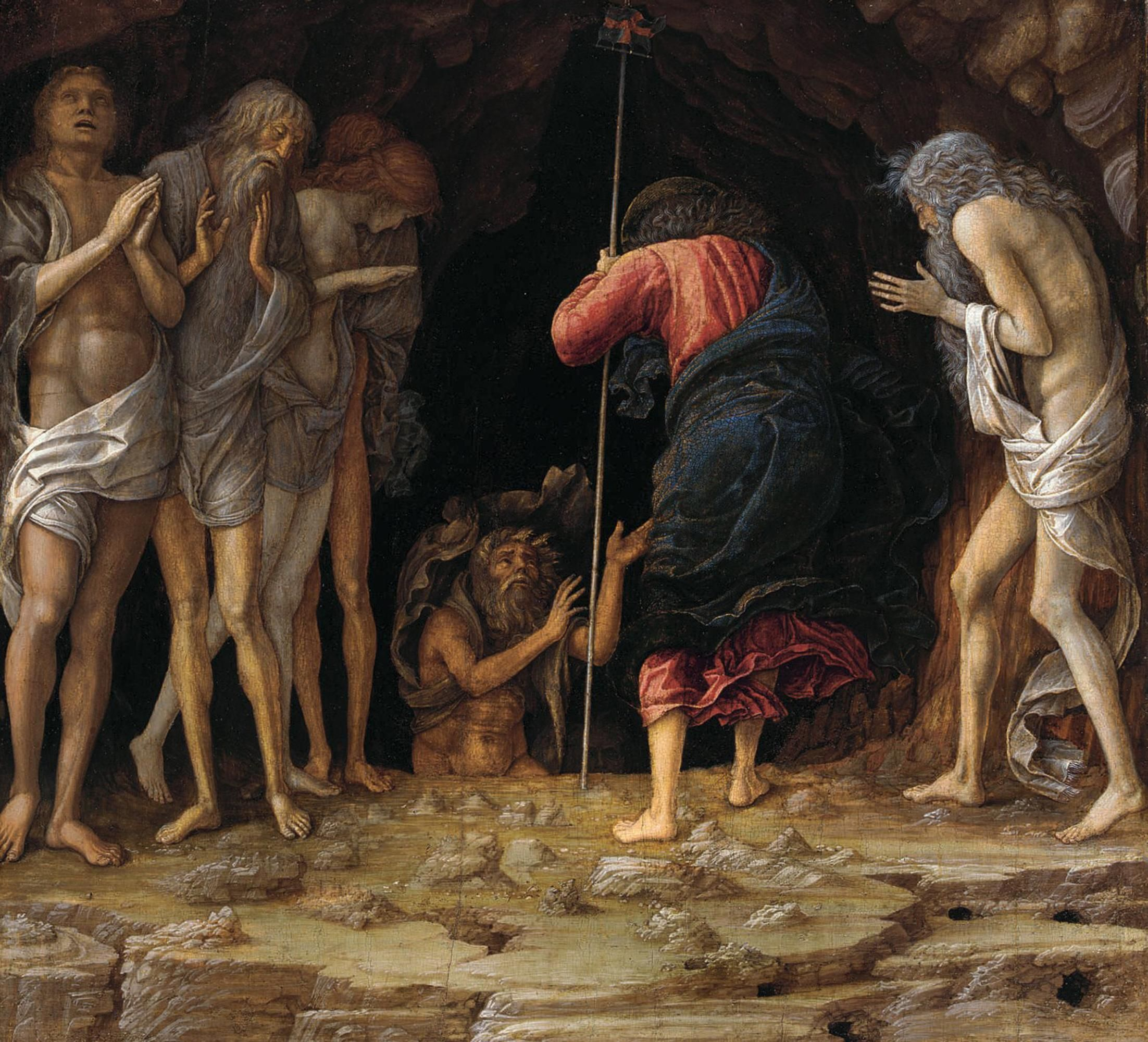
Gesù Cristo nel limbo, dipinto di Andrea Mantegna

Nella religione cristiana cattolica, il limbo (termine derivato dal latino limbus nel significato di "orlo", "bordo", dal quale deriva anche il termine italiano lembo) è la concezione teologica che esista una condizione temporanea delle anime appartenute a persone buone morte prima della resurrezione di Gesù (Limbo dei Padri o Sheol); tale condizione è considerata permanente per i bambini morti ancora non battezzati, che non hanno commesso dunque alcun peccato personale, ma non sono stati liberati dal peccato originale attraverso il battesimo (Limbo dei Bambini).
Nel Limbo dei Bambini, secondo diversi teologi, andavano anche i buoni non-cristiani (quindi, non-battezzati) morti in Grazia di Dio sufficiente da non dannarsi, ma senza la condizione necessaria per andare in Paradiso (in tal caso era detto, più genericamente, Limbo dei Giusti). Nel catechismo di san Pio X si ribadiva chiaramente l’esistenza del limbo come luogo ultraterreno ove erano destinati i bambini non battezzati; luogo non di sofferenza ma di felicità “naturale”, nel quale tuttavia non si può godere della visione beatifica di Dio. Nel catechismo ufficiale odierno (promulgato da san Giovanni Paolo II) non si menziona più chiaramente il Limbo, ma si afferma che i bambini morti senza Battesimo sono affidati «alla misericordia di Dio […]». Da ultimo, il documento approvato da papa Benedetto XVI continua a considerare quella del Limbo, in virtù della sua presenza costante nel Magistero della Chiesa, una "ipotesi teologica possibile".

## Tradizione e teologia
Sebbene il "limbo" sia popolarmente concepito come un "luogo dove vanno le anime", la parola descrive e riflette una situazione di incertezza teologica. Come tale, il Limbo dei Bambini (o dei Giusti) non fa parte della dottrina ufficiale della Chiesa cattolica (al contrario del Purgatorio, che ne fa parte).
Il limbo si basa sull'assunto per il quale il peccato originale possa essere estinto soltanto mediante il Sacramento del Battesimo, la morte per martirio, una sincera contrizione perfetta dei propri peccati e la carità. All'infante che ancora non ha conseguito l'uso della ragione necessario per compiere atti giustificanti, la giustificazione dal peccato originale è possibile solamente attraverso il Battesimo o la morte per martirio.

### Nella Bibbia
Giobbe 3,9-12.16-20 menziona un luogo nel quale i bambini mai nati vivono in pace, e che ospita anche schiavi, prigionieri, vittime dei malvagi sfiniti di forze.
 
Il grembo materno è chiamato in latino ostia ventris.

### In San Tommaso
Il Limbo dei patriarchi (detto talvolta anche "Il seno di Abramo", in quanto è il luogo dove i Patriarchi riposavano, assieme ad Abramo il primo Patriarca, in attesa della venuta di Cristo) è un luogo di transito per le anime dei giusti morti prima della venuta di Cristo, e quindi macchiati ancora dal peccato originale, non purificato dal Battesimo di acqua e Spirito Santo che fu istituito da Cristo. Non vi è visione di Dio, ma neppure la pena del senso (come nell'Inferno).
Il Limbo dei santi Padri differisce dal Purgatorio perché nel Purgatorio manca la visione di Dio (la pena del danno), e non c'è  la pena del senso. Nel Limbo dei santi Padri si godeva invece della conoscenza naturale di Dio.
San Tommaso dice che in questo Limbo vi era una grande gioia a motivo della gloria che i giusti speravano.
Il tema dei bambini morti prematuramente è trattato anche da Gregorio di Nissa in Ad Hierium Cappadociae prefectum de infantibus qui praematurae abripiuntur (Al prefetto Iero di Cappadocia sui bambini che muoiono prematuramente).
La cartografia dell'al di là che attraversa il pensiero cristiano da Bernardo di Chiaravalle a san Tommaso è quindi composta da cinque luoghi: Paradiso, Limbo dei Patriarchi, Limbo dei Bambini, Purgatorio e Inferno.

### I pronunciamenti della Chiesa
Ben tre Concili ecumenici — che secondo la Dottrina della Chiesa espressa particolarmente nel primo Concilio Vaticano godono dell'assistenza dello Spirito Santo e dunque dell'infallibilità — hanno definito solennemente che: «le anime di coloro che muoiono in peccato mortale attuale o nel solo peccato originale scendono subito all'Inferno ma sono punite con pene differenti» (Concilio di Firenze, bolla Laetentur Coeli).
Per "Inferno", si è inteso per estensione anche il Limbo, nel Giudizio universale così come fece Dante Alighieri nella Divina Commedia, che non è però un testo dottrinale.
Secondo quanto sostiene la Chiesa cattolica, tali definizioni confermano quanto già si trova nella Scrittura, in particolare nei Vangeli:
(Gv 3,5)
(Mc 16,16)
Infatti sant'Agostino affermava che i bambini non ancora battezzati fossero destinati alle fiamme dell'inferno anche se "fiamme mitissime", in polemica con l'eretico Pelagio che invece pensava fossero destinati alla vita eterna. Più recentemente, san Pio X così scriveva nel suo Catechismo maggiore: «I bambini morti senza Battesimo vanno al Limbo, dove non è premio soprannaturale né pena; perché, avendo il peccato originale, e quello solo, non meritano il Paradiso, ma neppure l'Inferno e il Purgatorio».
Inoltre, per comprendere meglio la dottrina cattolica riguardo al Limbo, è importante notare come nei documenti magisteriali della Chiesa (Concili e Catechismo) non è mai stato dichiarato che il Limbo sia eterno, diversamente dall'Inferno (dei dannati) e dal Paradiso che, al contrario, sono stati dichiarati eterni in modo esplicito. Secondo la dottrina di san Tommaso d'Aquino, il Limbo dovrebbe essere uno stato di felicità naturale, a differenza del Paradiso in cui vi è una felicità soprannaturale. In esso non vi sarebbe quindi nessuna sofferenza o pena.
La dottrina del Limbo dei bambini è stato a lungo dunque una conclusione teologica (ovvero un assenso diffuso e quasi universale su una dottrina all'interno del clero e degli studiosi di teologia), ma non un dogma (ovvero una dichiarazione ufficiale sulla validità di una certa dottrina). Lo stesso hanno scritto altri teologi come Suárez e Lessio. I giansenisti insegnarono come certa l'inesistenza del Limbo dei bambini, ma questa dottrina fu condannata da papa Pio VI (che però non dichiarò come certa l'esistenza del Limbo dei bambini). Nella sua Allocuzione alle ostetriche italiane del 1951 anche Pio XII riaffermò che, per il bambino, che non ha ancora l’uso della ragione, non esistono altri mezzi oltre al battesimo per ricevere la grazia.

### La situazione attuale
Nel 1984 l'allora cardinale Ratzinger, nel libro Rapporto sulla fede scritto con Vittorio Messori, affermava che «il limbo non è mai stato una verità definita di fede. Personalmente lascerei cadere quella che è sempre stata soltanto un'ipotesi teologica».
Sulla stessa linea, Raniero Cantalamessa nel 2001 ha scritto: «Dimentichiamo l'idea del limbo, come il mondo dell'irrealizzato per sempre, senza gioia e senza pena, dove finirebbero i bambini non battezzati, insieme con i giusti morti prima di Cristo. Questa dottrina, che pure è stata comune per secoli, e che Dante ha accolto nella Divina Commedia, non è stata mai ufficializzata e definita dalla Chiesa. Era una ipotesi teologica provvisoria, in attesa di una soluzione più soddisfacente e, come tale, superabile grazie a una migliore comprensione della parola di Dio. Il bambino non nato e non battezzato si salva e va a unirsi subito alla schiera dei beati in paradiso. La sua sorte non è diversa da quella dei Santi Innocenti che festeggiamo subito dopo Natale. Il motivo di ciò è che Dio è amore e "vuole che tutti siano salvi", e Cristo è morto anche per loro!»
Più di recente la Commissione teologica internazionale, organismo costituito all'interno della Congregazione per la dottrina della fede, ha espresso una posizione del tutto simile: un suo documento ufficiale approvato da papa Benedetto XVI e pubblicato il 20 aprile 2007 afferma infatti che il tradizionale concetto di limbo — luogo dove i bimbi non battezzati vivono per l'eternità senza comunione con Dio — riflette una «visione eccessivamente restrittiva della salvezza».
Scorrendo questo documento ufficiale, si trovano le seguenti affermazioni: «È noto che l'insegnamento tradizionale ricorreva alla teoria del limbo, inteso come stato in cui le anime dei bambini che muoiono senza Battesimo non meritano il premio della visione beatifica, a causa del peccato originale, ma non subiscono nessuna punizione, poiché non hanno commesso peccati personali. [...] Essa rimane quindi un'ipotesi teologica possibile».
È degno di nota questo passaggio che riferisce l'insegnamento del Catechismo della Chiesa Cattolica: «Tuttavia nel Catechismo della Chiesa Cattolica (1992) la teoria del limbo non viene menzionata, ed è invece insegnato che, quanto ai bambini morti senza Battesimo, la Chiesa non può che affidarli alla misericordia di Dio, come appunto fa nel rito specifico dei funerali per loro».
La citazione della frase del Catechismo, il quale è la fonte primaria per l'insegnamento della dottrina, non può che essere una chiave di lettura dell'intero documento, alla luce del quale la conclusione assume un valore più che altro filosofico: «La nostra conclusione è che i molti fattori che abbiamo sopra considerato offrono seri motivi teologici e liturgici per sperare che i bambini che muoiono senza Battesimo saranno salvati e potranno godere della visione beatifica. Sottolineiamo che si tratta qui di motivi di speranza nella preghiera, e non di elementi di certezza.»
Ciò non mette in discussione la possibilità che esista il Limbo, né sancisce la sua esistenza, quanto piuttosto il carattere "punitivo" e "inappellabile" del Limbo.

### Rivelazioni private
Il limbo venne riportato da Clemens Brentano nella trascrizione di una visione della Emmerich riguardante la crocefissione di Gesù Cristo, prima della sua discesa agl'inferi:
(Anna Katherina Emmerich, La Passione di Nostro Signore Gesù Cristo)
La mistica e veggente ha asserito che, mentre il Limbo dei Padri è terminato con la Risurrezione di Cristo, il Limbo dei Giusti contiene tutti i bambini morti senza battesimo e i giusti di altre religioni, in attesa che, con il Giudizio Universale, ascendano anch'essi al Paradiso.

## Nel Corano
Il titolo della Sūra II è Al'a-Rậf, parola araba tradotta con "Limbo". L'esegeta Al Tabari (Jāmiʿ al-bayān ʿan taʾwīl al-Qurʾān, VIII, 189-191) intende che sia "la muraglia che divide l'Inferno dal Paradiso".
Altri esegeti identificano col Limbo il luogo in cui sono collocati i credenti le cui opere negative sono pari ai meriti di salvezza, nella fiduciosa attesa della misericordia di Allah, concezione parzialmente simile al Purgatorio, dogma della fede cristiana.

## Altri usi

### NellaDivina Commedia
Nella Divina Commedia di Dante Alighieri il Limbo è il primo cerchio dell'Inferno (nel canto IV dell'Inferno). È complanare all'Antinferno, separati dall'Acheronte. Oltre agli infanti morti senza battesimo, il poeta vi colloca le anime di quanti non furono cristiani, ma vissero da uomini giusti e perciò non meritarono l'Inferno vero e proprio. Un posto particolare tra questi è riservato ai grandi personaggi della storia, soprattutto antichi greci e romani (tra i più importanti Aristotele, Omero e Cesare), ma anche musulmani come il Saladino, Avicenna e Averroè: questi vivono in un castello illuminato da una luce soprannaturale (il solo luogo illuminato di tutto l'Inferno, altrimenti immerso nell'oscurità), in una condizione malinconica ma serena, che molto deve alla suggestione dei Campi Elisi descritti nel sesto libro dell'Eneide.
Di questi grandi personaggi fa parte anche Virgilio, che ha momentaneamente lasciato il suo posto tra di essi per guidare Dante nel suo viaggio. Nel Limbo dantesco non sono invece presenti le seguenti categorie di anime, trasferite dal Limbo al Paradiso al momento della Resurrezione del Cristo (Paradiso, canto XXXII):
- Tutti i bambini nati prima di Abramo. (Empireo, zona bassa della Rosa dei Beati).
- Tutti i bambini circoncisi dopo Abramo (istruito per primo in questa pratica da Dio) e prima di Cristo, perché la circoncisione si può configurare come una sorta di Battesimo (Tommaso Summa III Quaestio LXX).  (Empireo, zona bassa della Rosa dei Beati).
I non circoncisi sono all'Inferno.
- Gli adulti circoncisi che hanno bene operato (Patriarchi e non) da Abramo a Cristo (Empireo metà superiore sinistra della Rosa, sotto Maria) perché la circoncisione si può configurare come un atto di fede nel "Cristo venturo" che dà gli stessi diritti della fede nel "Cristo venuto" (per questi ultimi, metà superiore destra della Rosa).
I non-circoncisi sono all'Inferno, tranne le anime elette qui sopra.
- La coppia Adamo ed Eva.

### Nel linguaggio comune
Nel linguaggio comune l'espressione "limbo" è usata in senso figurato per indicare uno stato o una condizione non ben definita, di incertezza.